# شبيب بن بشر
شبيب بن بشر البجلي، وكنيته أبو بشر، تابعي، وأحد رواة الحديث النبوي من أهل الكوفة.

## روايته للحديث النبوي
- روى عن: أنس بن مالك، وعكرمة مولى ابن عباس.
- روى عنه: أَحْمَد بْن بشير الكوفي، وإسرائيل بن يونس، وسَعِيد بْن سالم القداح، وأَبُو عاصم الضحاك بن مخلد، وأَبُو بكر عَبد اللَّهِ بْن حكيم الداهري، وعنبسة بْن عَبْد الرَّحْمَنِ القرشي.[1]
- الجرح والتعديل: ذكره ابن حبان في كتاب الثقات وقال: «يخطئ كثيرًا»، ووثقه يحيى بن معين، وقال أبو حاتم الرازي: «لين الحديث، حديثه حديث الشيوخ.»، روى له الترمذي، وابن ماجة.[1][2]